# Epicauta flavocinereus
Epicauta flavocinereus là một loài bọ cánh cứng trong họ Meloidae. Loài này được Blatchley miêu tả khoa học năm 1910.